# Nick Glennie-Smith
Nick Glennie-Smith (3 de outubro de 1951) é um compositor inglês, cujos trabalhos mais proeminentes foram as colaborações com Hans Zimmer nos filmes Point of No Return (1993) e The Rock (1996). Glennie-Smith também compôs a música dos filmes Home Alone 3 (1997), The Man in the Iron Mask (1998), We Were Soldiers (2002). Ele também trabalhou na animação da Disney, The Lion King II: Simba's Pride.